# (26810) 1985 CL2
(26810) 1985 CL2 est un astéroïde de la ceinture principale d'astéroïdes découvert en 1985.

## Description
(26810) 1985 CL2 a été découvert le 14 février 1985 à l'observatoire de La Silla, au Chili, par Henri Debehogne.

### Caractéristiques orbitales
L'orbite de cet astéroïde est caractérisée par un demi-grand axe de 2,42 UA, un périhélie de 2,11 UA, une excentricité de 0,13 et une inclinaison de 1,62° par rapport à l'écliptique. Du fait de ces caractéristiques, à savoir un demi-grand axe compris entre 2 et 3,2 UA et un périhélie supérieur à 1,666 UA, il est classé, selon la JPL Small-Body Database, comme objet de la ceinture principale d'astéroïdes.

### Caractéristiques physiques
(26810) 1985 CL2 a une magnitude absolue (H) de 14,6 et un albédo estimé à 0,303.